# Веселівка (Полтавський район)
Весе́лівка — село в Україні, у Диканській селищній громаді Полтавського району Полтавської області. Населення становить 81 чол. До 2020 орган місцевого самоврядування — Великорудківська сільська рада. В дореволюційний час — хутір Павліївка [Архівовано 31 березня 2019 у Wayback Machine.]

## Географія
Село Веселівка знаходиться на відстані 1 км від сіл Велика Рудка та Судівка. По селу протікає пересихаючий струмок з загатою.

## Історія
12 червня 2020 року, відповідно до розпорядження Кабінету Міністрів України № 721-р «Про визначення адміністративних центрів та затвердження територій територіальних громад Полтавської області», село увійшло до складу Диканської селищної громади.
19 липня 2020 року, в результаті адміністративно - територіальної реформи та ліквідації Диканського району, село увійшло до складу новоутвореного Полтавського району.

## Населення

### Мова
Розподіл населення за рідною мовою за даними перепису 2001 року:
| Мова       | Кількість | Відсоток |
| ---------- | --------- | -------- |
| українська | 81        | 100%     |

## Перейменування
Упродовж шістдесятих років рішеннями Полтавського облвиконкому та указами Президії Верховної Ради УРСР перейменовано багато населених пунктів Полтавщини. Так, с. Павлівку (Диканський район) перейменували на Вербівку, с. Павлівку, у народі ''Павліївка'' (Диканський район) – на Веселівку.  Таке перейменування сіл, без врахування історії, призвело до ліквідації сотень топонімів, які складалися історично й існували протягом багатьох віків. 

## Історичні постаті
- Павлій Григорій Гаврилович, (1889, хутір Павліївка, Велико-Рудківська сільрада) — репресований радянською владою. Українець, козацького роду, хлібороб, освіта - початкова, 6 класів у сільській школі. Проживав на хуторі Павліївка. Розкуркулений у жовтні 1929 за невиконання заготівлі хлібу, за ст.58 висланий на 5 років в Кременчук. Там проживав у с. Бондарі Кременчуцького р-ну Полтавської обл. Робітник цегляного заводу, гор.гілки, машинобудівного заводу. Заарештований 9 квітня 1931. Засуджений Особливою нарадою при Колегії ДПУ УСРР 30 серпня 1931 за ст. 54-10 КК УСРР до 3 років заслання у Північний край. Реабілітований Полтавською обласною прокуратурою 29 квітня 1990 р.
- Павлій Федір Гаврилович, (1886, хутір Павліївка, Велико-Рудківська сільрада) — репресований радянською владою. Українець, козацького роду, хлібороб,  малописьменний. Проживав у с. Велика Рудка. Селянин-одноосібник. Вперше заарештований 12 жовтня 1929. Засуджений Особливою нарадою при Колегії ДПУ УСРР 24 січня 1930 за ст. 54-10 ч. 1 КК УСРР до 3 років заслання у Північний край. Після відбуття покарання проживав у м. Полтава. Коваль. Вдруге заарештований 22 серпня 1937 р. Засуджений Особливою трійкою при УНКВС Харківської обл. 19 вересня 1937 за ст. 54-10 ч. 1 КК УРСР до 10 років позбавлення волі. Реабілітований Полтавською обласною прокуратурою 12 та 21 лютого 1990 р.